# Steffen Szabo
Steffen Szabo (* 12. Juli 1990 in Rothenburg ob der Tauber) ist ein deutscher Koch.

## Werdegang
Nach der Ausbildung im Landwehr-Bräu in Reichelshofen ging Szabo zum Schloss Elmau (ein Michelinstern), 2012 als Souschef zum Restaurant Eisvogel  bei Hubert Obendorfer in Neunburg vorm Wald.
2016 wurde er Küchenchef im Romantikhotel Goldene Traube in Coburg. Das Restaurant Esszimmer wurde unter ihm wiederholt mit einem Michelinstern ausgezeichnet.
Von Februar 2019 bis Februar 2021 war er Küchenchef im Hotel Zur Schwane in Volkach. Unter seiner Leitung kam im April 2019 zum Restaurant Schwane 1404 das Restaurant Weinstock hinzu, das 2020 mit einem Michelinstern ausgezeichnet wurde.
Seit April 2021 ist er auf dem Schloss Frankenberg in Weigenheim für die Leitung des kulinarischen Angebots verantwortlich. Seit Anfang 2023 ist er zudem Küchenchef im Le Frankenberg. 2024 wurde das Restaurant mit einem Michelinstern ausgezeichnet.

## Auszeichnungen
- 2016: Ein Michelinstern für das Restaurant Esszimmer in Coburg[3]
- 2020: Ein Michelinstern für das Restaurant Weinstock in Volkach[4]
- 2024: Ein Michelinstern für das Restaurant Le Frankenberg in Weigenheim[7]